# Naso del Lyskamm
Il Naso del Lyskamm (4.272 m s.l.m.) è una vetta secondaria del Lyskamm. Si trova in Valle d'Aosta.

## Caratteristiche

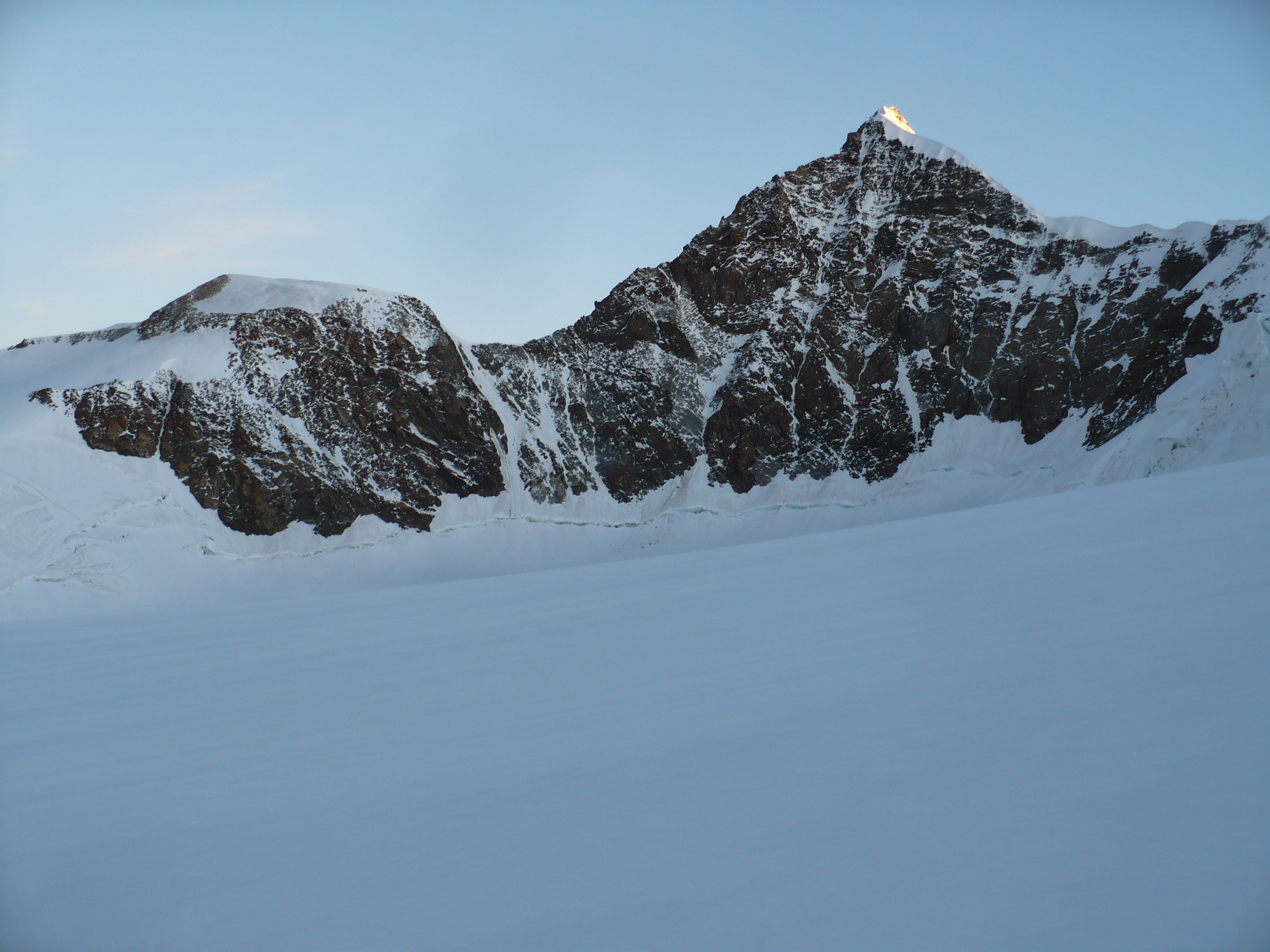
Il Lyskamm Orientale ed il Naso visti dal ghiacciaio del Lys.

Il Naso del Lyskamm è collocato a sud del Lyskamm Orientale ed assume una particolare conformazione da cui il toponimo.
La vetta non è inserita nell'elenco principale dei Quattromila delle Alpi, ma tra le vette secondarie.
Il passaggio sul Naso è previsto nella traversata dal rifugio Quintino Sella al Felik alla capanna Giovanni Gnifetti.
Il Trofeo Mezzalama, gara di sci alpinismo, passa al passo del Naso appena sotto la vetta del Naso.

## Salita alla vetta
Si può salire sul Naso del Lyskamm partendo dal Rifugio Quintino Sella al Felik oppure dalla Capanna Giovanni Gnifetti. Nel primo caso si arriva al passo del Naso dal versante ovest; nel secondo caso dal versante est. Dal passo del Naso si risale la ripida costa sud fino alla vetta. Da qui è possibile accedere anche al Bivacco Mamo Comotti, aperto dal 2015.